# Tin vịt
Tin vịt là tin không đúng với sự thật thực tế, được báo chí truyền thông đưa ra nhằm đánh lừa, tạo sự hiểu sai về một vấn đề hay sự kiện nào đó. Nó có thể hoặc là trò đùa hoặc với mục đích ác ý. Đôi khi các biên tập viên bí đề tài cũng viết ra tin giả.
Thuật ngữ "tin vịt" được nhập vào báo giới chữ Quốc ngữ Việt Nam theo các báo Pháp hồi cuối thế kỷ 19, dịch theo tiếng Pháp "canard" có nghĩa gốc là con vịt, nghĩa bóng là "tin tức giả mạo" , ở mức nhất định là để chỉ "báo chí" với điển hình là tờ Le Canard enchaîné (Vịt bị xích).
Ngày nay truyền thông có sự thay đổi lớn với internet tạo thuận lợi cho xuất bản báo trực tuyến và tương tác với người đọc, nên nguồn cấp ra tin vịt ngày càng tăng, từ đùa vô hại đến lừa đảo bất lương. Thành công của một tin vịt gắn với lượng người tin hoặc gần tin rằng đó là chuyện "thật".

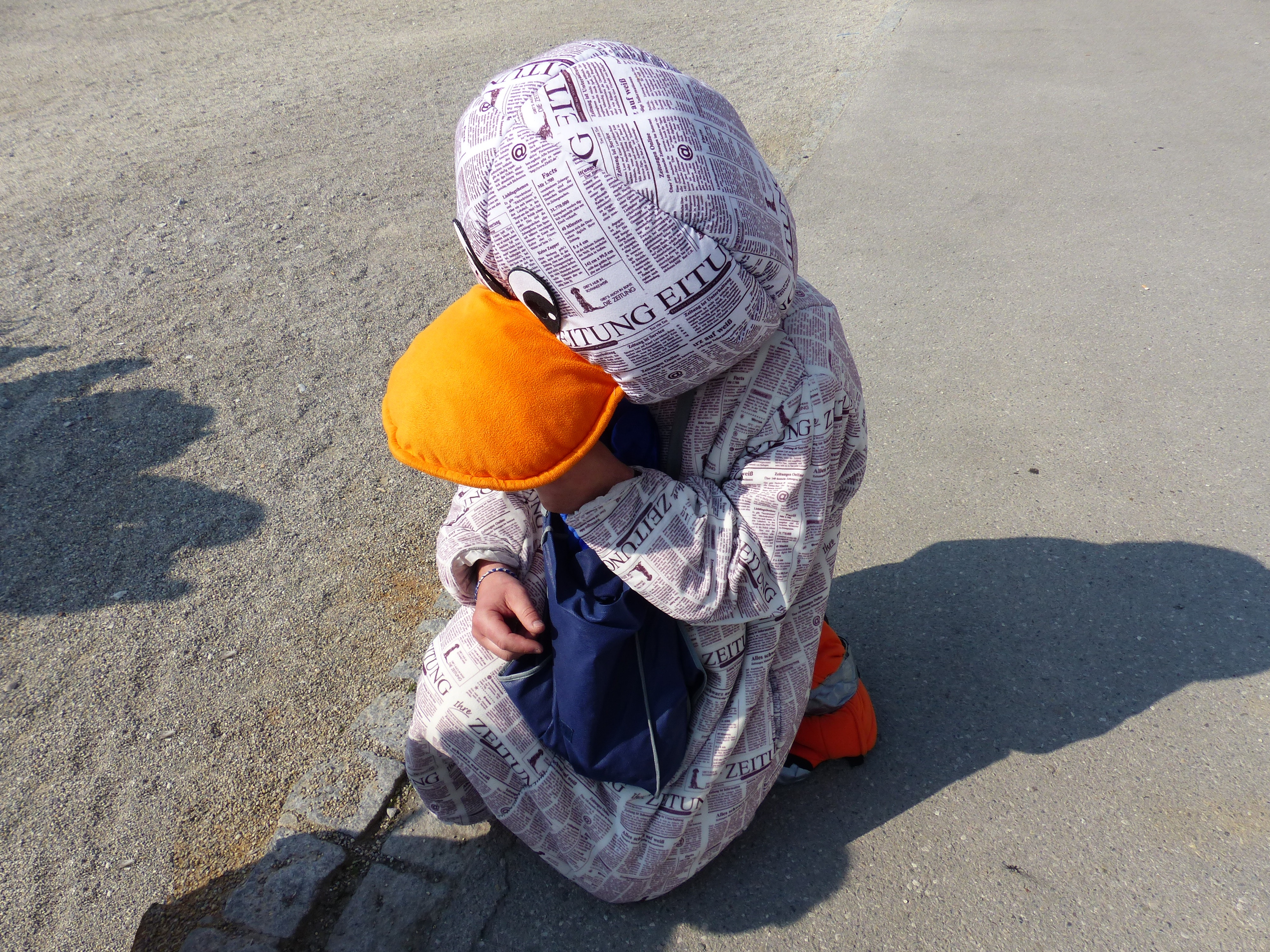
Trang phục hóa trang tin vịt.

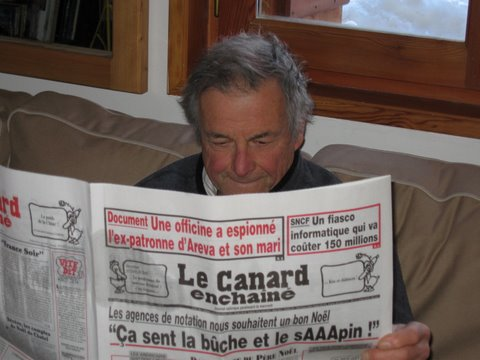
Một người đang đọc báo Le Canard enchaîné

### Bài báo về chú vịt sát thủ

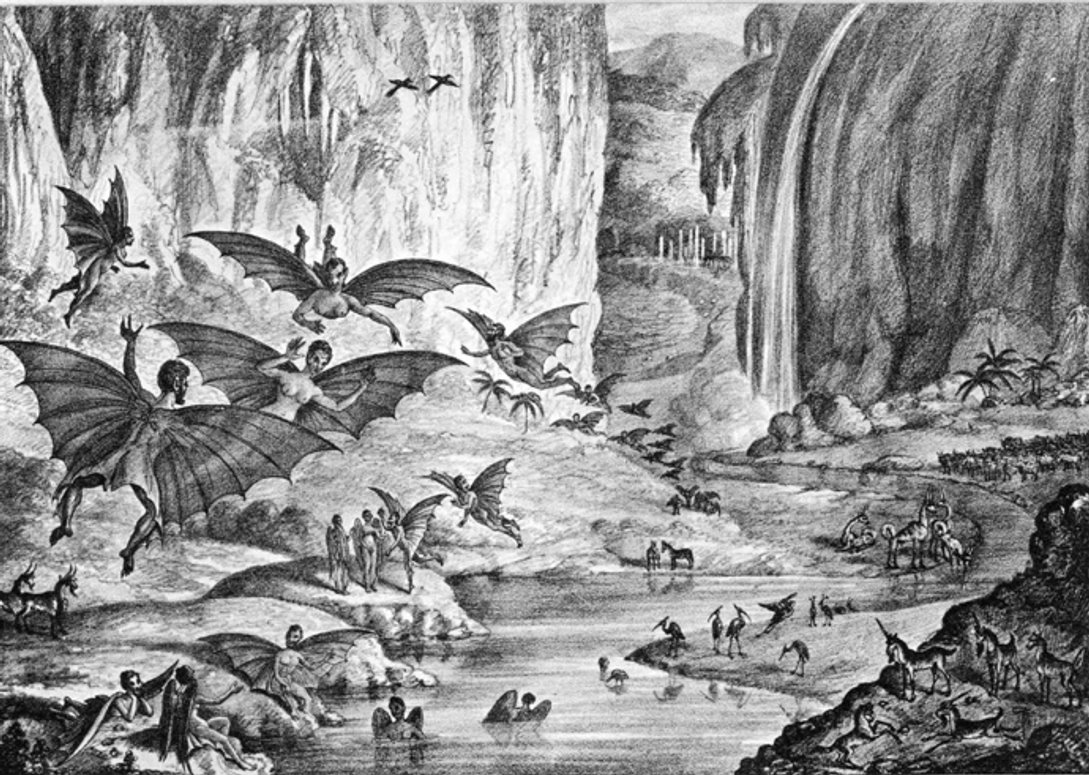
Bản vẽ về đời sống trên Mặt Trăng.

### Nền văn minh trên Mặt Trăng

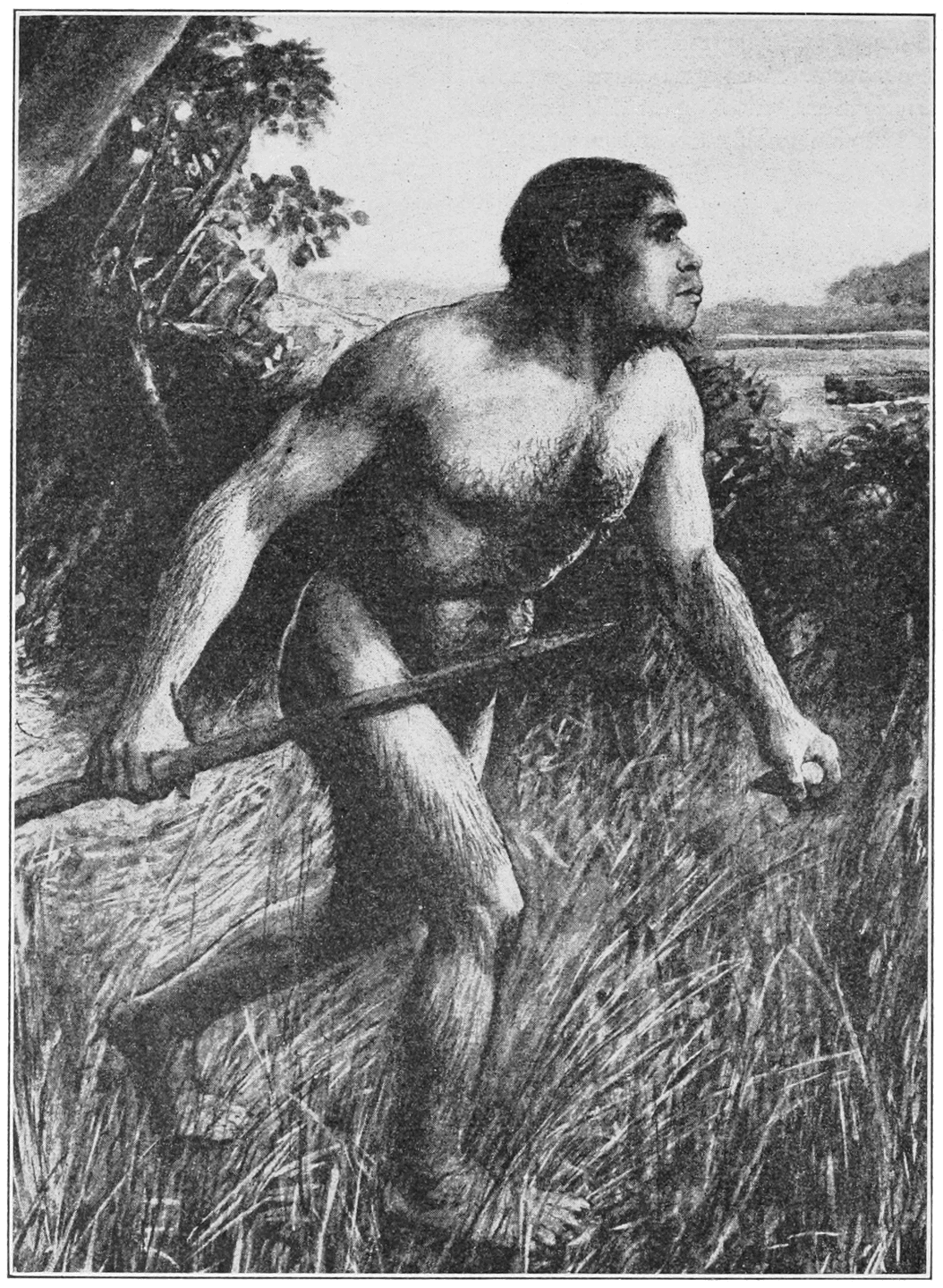
Eoanthropus dawsoni vẽ năm 1913

### Hóa thạch người Piltdown

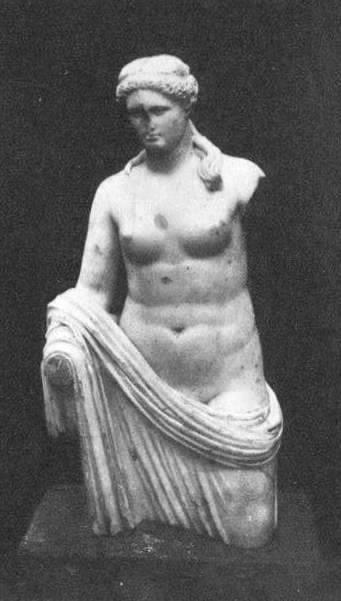
Venus de Brizet

## Cá tháng Tư

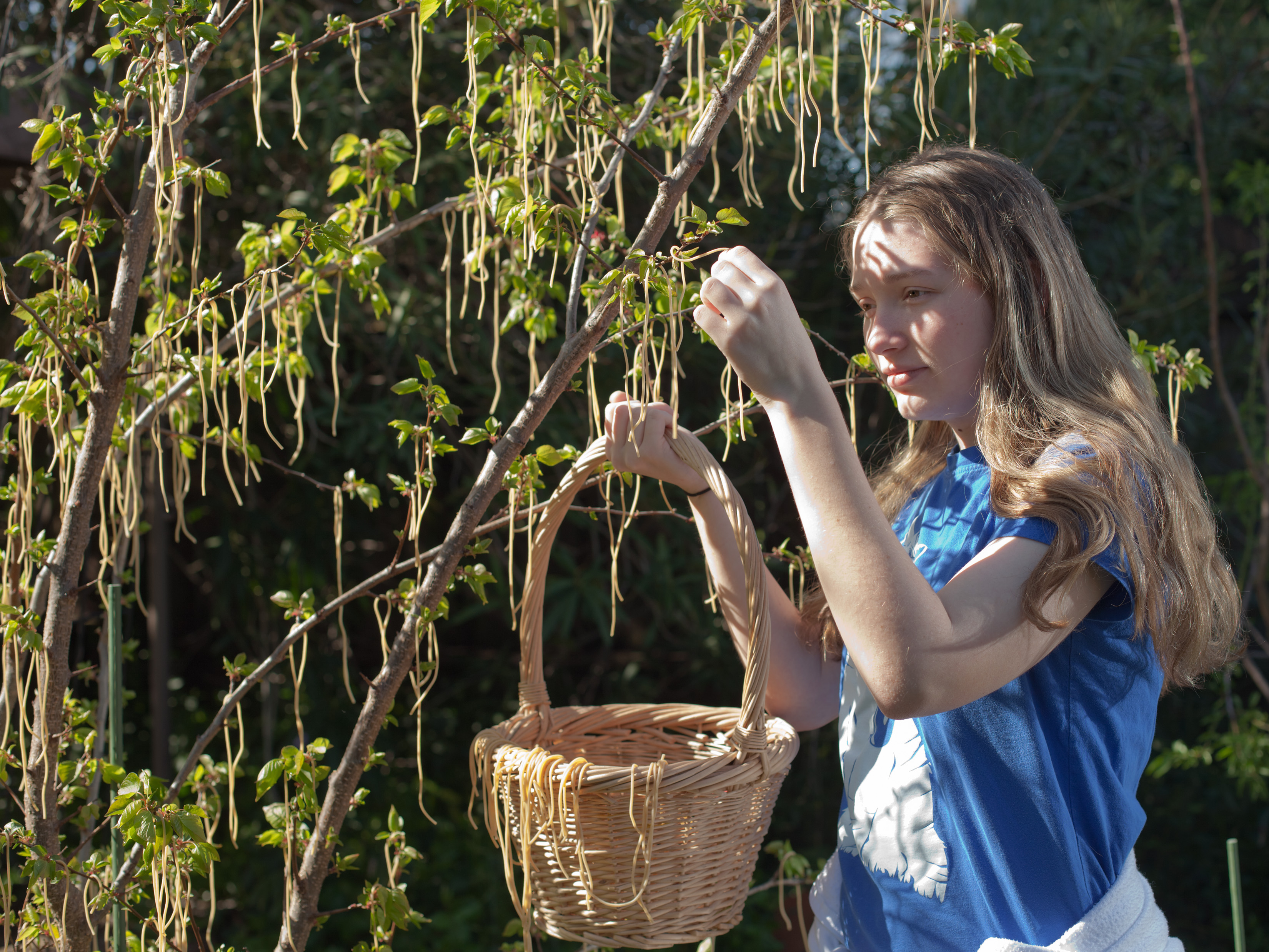
Thu hoạch mỳ spaghetti